# Entomologia Carniolica
Entomologia Carniolica exhibens insecta Carnioliae indigena et distributa in ordines, genera, species, varietates. Methodo Linnaeana. (dobesedno »Kranjska entomologija, ki prikazuje avtohtone žuželke Kranjske, razvrščene v redove, rodove, vrste in varietete po Linnejevi metodi«), okrajšano samo Entomologia Carniolica, je biološko taksonomsko delo tirolskega prirodoslovca Giovannija Antonia Scopolija, ki je izšlo leta 1763 pri dunajskem založniku in tiskarju Johannu von Trattnerju.
Scopoli, ki je v sredini 18. stoletja deloval kot zdravnik rudnika v Idriji, je bil navdušen preučevalec živali, rastlin in mineralov, ki jih je nabiral širom ozemlja tedanje vojvodine Kranjske. Leta 1760 je izdal že delo Flora Carniolica, v katerem je popisal več kot 1000 vrst rastlin tega območja, nato pa se je lotil favnistike.

## Vsebina
V Entomologiji podaja Scopoli opise 1153 vrst živali, zbranih med leti 1758 in 1762 na Kranjskem. Naslov nakazuje, da gre za entomološko delo, ki vsebuje opise žuželk, a čeprav opisi teh prevladujejo, so vključeni tudi opisi vrst, ki jih zdaj uvrščamo v druge skupine členonožcev – rakov, pajkovcev ipd. Poleg teh 1153 vrst je še mnogo neoštevilčenih taksonov, ki jih je opredelil kot varietete, tako da je skupno število opisanih vrst še večje.
Pri formalnih taksonomskih opisih v latinščini, pri katerih je sledil Linnejevemu dvočlenskemu sistemu, se je Scopoli skliceval na redka do tedaj objavljena dela po tem sistemu, kot sta Linnejeva 10. izdaja dela Systema naturae (1758) in Fauna Suecica (1761) ter Insecta Musei Graecensis (1761) Nikolausa Poda von Neuhausa. Več kot polovica vrst je v Entomologiji opisanih prvič, zato velja Scopoli po pravilih biološke taksonomije za avtorja teh taksonov. Linne je pri klasifikaciji žuželk uporabljal zlasti morfologijo kril in obustnega aparata, Scopoli pa je zagovarjal stališče, da je pomembna celotna telesna zgradba, kar je že bliže pristopu Pierra Latreilla, ki je deloval pol stoletja kasneje.
Opisane vrste je razvrstil v sedem redov:
Coleoptera (hrošči in ravnokrilci) – opisi 1–329
Proboscidea (polkrilci) – opisi 330–418
Lepidoptera (metulji) – opisi 419–676
Neuroptera (mrežekrilci) – opisi 677–712
Aculeata (kožekrilci) – opisi 713–838
Halterata (dvokrilci) – opisi 839–1024
Pedestria (razni nekrilati členonožci, kot so ščetinorepke, bolhe, pršice in drugi pajkovci, raki ter stonoge) – opisi 1025–1153
Med vrstami, prvič opisanimi v Entomologiji, so:
- puščavnik (Scarabæus eremita, zdaj Osmoderma eremita), #15
- škrlatna lilijevka (Attelabus lilii, zdaj Lilioceris lilii), #112
- rjava sneženka (Cantharis fulva, zdaj Rhagonycha fulva), #124
- verigasti krešič (Carabus catenulatus), #264
- veliki škržat (Cicada plebeja, zdaj Lyristes plebejus), #345
- kranjski ovnič (Sphinx carniolica, zdaj Zygaena carniolica), #478
- valoviti pedic (Phalaena exanthemata, zdaj Cabera exanthemata), #542
- gozdni panterček (Phalaena sylvata, zdaj Abraxas sylvata), #546
- kosmuljina grizlica (Tenthredo ribesii, zdaj Nematus ribesii), #734
- rjavi čmrlj (Apis pascuorum, zdaj Bombus pascuorum), #819

V Scopolijevem času merske enote še niso bile standardizirane. Pri opisih je navajal dolžino telesa v francoskih linijah, za kar pa vemo, da znaša približno 2,2 mm, saj je vključil merilce v obliki treh francoskih inč po približno 26,5 mm, od katerih je ena razdeljena na dvanajst linij.
Poleg morfoloških opisov podaja pri nekaterih vrstah tudi druga opažanja o biologiji. Tako je denimo prvi, ki je objavil opis parjenja čebelje matice izven panja.

## Ilustracije
Tik pred izidom so ga kolegi spodbudili, da pripravi še bakroreze, s katerimi bi ilustriral tekstovne opise vrst za lažjo uporabnost dela. Na zadnjem listu svoje knjižice je zato vključil opombo, da pripravlja dodatek z ilustracijami in dopolnili, ki bi morebiti lahko izšel kot drugi del Entomologije.
Na koncu je izšlo le nekaj izvodov zbirke 43 tabel z ilustracijami 653 taksonov v prvi polovici Entomologije in neznano letnico izida, ki niso prišle na redni knjižni trg in so že leta 1785 veljale za nedosegljivo redkost. Natančen vzrok za to ni znan, obstaja pa trditev, da avtor s kakovostjo ni bil zadovoljen. Nekateri opisi so opremljeni z več ilustracijami, manjkajo pa ilustracije za taksone od zaporedne številke 815 ter 161 ilustracij na posameznih mestih do 815.
Nekateri kompleti ilustracij so vezani samostojno, drugi pa uvezani z izvodom Entomologije, saj so bili natisnjeni v istem formatu. Zdaj veljajo za veliko redkost; v Sloveniji sta ohranjena dva izvoda, eden v Prirodoslovnem muzeju in drugi v Frančiškanski knjižnici v Ljubljani.